# Université populaire de Laval
L’Université populaire de Laval ou encore Université populaire lavalloise est aujourd'hui l'une des dernières héritières du grand mouvement d'éducation populaire lancé en France il y a un siècle, dans la tourmente de l'affaire Dreyfus, d'abord à Paris, puis très vite à Laval, à l'initiative du professeur Felicien Challaye.
L'Université populaire de Laval compte près d’un millier d’adhérents.

## Histoire
L’éducation populaire est une des trois composantes de l’éducation des adultes avec l’éducation ouvrière et la formation professionnelle. Elle a rendu possible le projet d’éducation permanente et la formation tout au long de la vie (Life long learning). 

### Origine
Depuis quelques années auparavant, pour satisfaire le besoin de savoir du monde du travail, l'Administration académique organisait à Laval, des cours d'adultes, et aussi des conférences populaires effectuées dans les écoles, par des universitaires, des personnages notables de la ville, le soir ou le dimanche matin. 
C'est un jeune menuisier lavallois, qui revenu de ses 28 jours à Paris après y avoir fréquenté la Coopération des idées , crée à l'initiative de Georges Deherme et d'ouvriers de Montreuil-sous-Bois, rue du Faubourg-Saint-Antoine à Paris. Il indique a à ses camarades l'intérêt offert par ce type de coopération. C'est à ce moment que Palicot, ouvrier typographe cherche à créer une université populaire. Il fait appel à un administrateur universitaire pour organiser des Conférences à la Bourse du Travail, sans réponse.

### Un contexte d’émergence: «Le moment 1900»
C'est dans ce contexte que l'Université populaire de Laval est née le 29 novembre 1901, mais, officiellement le 15 décembre 1901, au cours d'une séance solennelle, salle des Fêtes de la Mairie. Sa déclaration à la préfecture est datée du 5 février 1902. Félicien Challaye, professeur au Lycée de Laval est l'un des fondateurs de la société et son premier président. Aucune subvention n'est demandée aux pouvoirs publics. 
La création de l'Université se situe dans le contexte des réalisations de la municipalité républicaine de Laval, avec la création de la Bourse du Travail. On y retrouve aussi Georges Grimod, vice-président du Stade lavallois, ainsi que docteur Marc Dupré, conseiller municipal et François Acambon.

### Statuts et premières activités
Les statuts sont votés. Les articles 1 et 2 précisaient : Article 1: « Il est fondé, sous les auspices de la Bourse du Travail de Laval, une association laïque, dite d'Education Mutuelle. Elle se propose de développer l'enseignement populaire supérieur. Article 2: L'Association n'a aucun caractère, ni politique, ni religieux. Toutefois, elle adopte pour base de son enseignement la Déclaration des Droits de l'Homme et du Citoyen ».
Le premier Conseil d'administration est élu.
À sa création, Félicien Challaye indique ce que doit être l'Université populaire, une association qui travaille
- À l'éducation mutuelle des citoyens, associations animée d'un esprit nettement républicain et ouvrier.
- À l'éducation ouvrière comme le Syndicat travaille à la défense des intérêts corporatifs, et la Coopérative à l'abaissement du coût de la vie. Un seul but commun aux trois organisations : AMÉLIORER LE SORT DES TRAVAILLEURS. Il évoque la création d'une Maison du Peuple.

Les activités relèvent d'abord de trois conférences ou lectures par semaine.
Le dimanche, réunion à la Bourse du Travail avec parents et enfants. Une chorale s'organise et fait entendre, au grand air, des hymnes de Maurice Bouchor.

### Foyer de propagande
L'Université Populaire devient le foyer de propagande socialiste, et contribue secondairement au développement de l'anticléricalisme. Les grands reproches faits à cette organisation par « les pouvoirs qui sont d'accord à maintenir le calme : l'Église, la Préfecture, la Mairie, l'Université » se fondent essentiellement sur le chant de L'Internationale par certains adhérents de l'Université Populaire, et sur la lecture de fragments d'Émile Zola par Félicien Challaye.
Les Républicains modérés, témoignent alors peu à peu quelque froideur pour l'Université Populaire dont l'initiative, jusqu'alors, leur avait paru sympathique. Sans doute, par pression des autorités, Félicen Challaye apprend au début de juillet qu'il devait quitter sa chaire du Lycée de Laval.

### Continuation
Le Docteur Dupré remplace alors Félicien Challaye à la présidence. Le Dr Dupré continue ses conférences médicales, le pasteur Jules Jézéquel vint parler des questions sociales et particulièrement du sujet des coopératives. Dès 1902, de jeunes instituteurs sont déjà des habitués à la Bourse du Travail et de l'Université populaire de Laval.
Le Conseil d'Administration  adopte une nouvelle formule. Les conférences eurent désormais lieu le dimanche. La chorale poursuit avec succès ses répétitions et ses concerts. Le groupe théâtral monte des pièces sociales. Les promenades du dimanche se développent.
L'U.P. prend alors position sur les principaux problèmes de l'époque : 
À partir de 1910, l'Université populaire de Laval prend place dans la Maison du Peuple de Laval, dont plusieurs membres participent à la construction.

### Difficultés et renaissance politisée
La fin de l'affaire Dreyfus, la difficile coexistence d'intellectuels et d'ouvriers aux préoccupations divergentes, le niveau moyen d'instruction encore trop faible ainsi que des problèmes politiques ont mis fin au mouvement de développement des universités populaires en France et parfois de manière définitive, puisque nombre d'universités populaires ont disparu (il n'en reste plus que 20 en 1914).
À la veille du premier conflit mondial, l’Université populaire de Laval, comme la plupart de celles de France est en crise, mais elle survit néanmoins. Il est question, dès 1919, de faire revivre l'U.P.L.. Mais, peu après, le départ de Pierre Neveu de Laval pour se fixer à Paris, et les scissions (syndicales et politiques) qui survinrent, plonge l'U.P., pendant quelques années, dans un quasi sommeil.
Dans l'entre-deux-guerres la renaissance de  l'UP.L. se fait avec une orientation politique et syndicale plus marquée. Le président Auguste Dalibard, lança un appel à tous les Républicains lavallois. L'appel est entendu et l'U.P. voit le nombre de ses adhérents  augmenter. L'U.P. s'attache aux graves problèmes politiques et sociaux qui, entre les deux guerres, préoccupent la population. Le groupe théâtral et la chorale organisent des concerts au profit des Pupilles de l'Ecole Publique, au bénéfice de la Caisse de chômage.
Un article de l'Ouest-Eclair du 12 septembre 1932 nous donne l'exemple des activités effectuées :
Cette période d'entre deux guerres est aussi celle des grands travaux, des aménagements de la salle des fêtes de la Maison du Peuple de Laval. Elle est aussi marquée par des séparations et, en 1934, Mme et M. Louis Lesaint se retirent à Nice et le départ définitif d'Auguste Dalibard. 
Ouverte sur la question sociale, l’U.P.L. ne donne ni dans l’ouvriérisme, ni dans le populisme démagogique. Ces valeurs humanistes ne peuvent que rentrer en conflit avec les compromissions du régime vichyssois et l’idéologie nazie. L'U.P.L. demeure en sommeil pendant la seconde guerre mondiale.

### Redémarrage
L’U.P.L. redémarre à zéro après la Libération. Dès septembre 1944, Camille Lhuissier reconstitue rapidement chorale et groupe théâtral. Dans l'enthousiasme de la Libération les anciens retrouvent, recrutent de nouveaux adhérents. L'U.P.L. reprend aussitôt sa ligne de conduite, redevient le foyer d'éducation laïque et sociale qu'avaient voulu ses fondateurs. 
Dès 1946, l'U.P.L. reprend, chaque hiver, ses cycles de conférences, les unes littéraires, les autres scientifiques, historiques, sociales, voire musicales. Camille Lhuissier  dirige la chorale, et le metteur en scène et même l'acteur qui donne l'exemple aux jeunes. Devenu député, il reste Président jusqu'à sa disparition en 1948.
La direction échoit alors à son collaborateur le plus immédiat, Bellanger, et chorale et ballets sont confiés à Mme Francis Robin.
De 1945 aux années 1960, l'U.P.L. donne à la Maison du Peuple, ses trois concerts traditionnels avec chœurs, ballets. Elle retire de cette activité un encouragement pour ses « jeunes » avides de sorties : le sentiment d'avoir bien travaillé pour l'École laïque, d'avoir aidé certains déshérités.

## Fin duXXesiècle
Sous l'impulsion de François d'Aubert en 1995, le principe de l'Université Populaire reprend à Laval avec l'organisation depuis de nombreux cycles de conférences, les unes littéraires, les autres scientifiques, historiques, sociales, voire musicales.

## Présidents
- Félicien Challaye (1901-1902)
- Marc Dupré
- Elie Dufresnoy[5] (vers 1910)
- Pierre Neveu
- Auguste Dalibard[6] (1926-?)
- Louis Lesaint (1930)
- Camille Lhuissier (1934-1948)
- Bellanger[7]

## Sources bibliographiques
- Francis Robin, Le Mouvement social, bulletin trimestriel de l'Institut français d'histoire sociale, avril 1961